# Expansives Lernen
Expansives Lernen bezeichnet in der Kritischen Psychologie eine Form des selbstbestimmten Lernens (selbstbestimmtes Lernen), bei dem das Subjekt lernend seine Handlungsfähigkeit erweitert und, weil es so weniger an andere ausgeliefert und fremdbestimmt ist, seine Lebensqualität erhöht. Klaus Holzkamp entwickelte diesen Begriff im Rahmen seiner Lerntheorie anhand einer Kritik der Institution Schule, in der durch die autoritäre Vermittlung des von außen in Lehrplänen festgelegten Wissens an die Schüler ein defensives oder widerständiges Lernen vorherrscht.

## Konzept
Die Kritische Psychologie will den Menschen eine Theorie an die Hand geben, mit der sie eigene Lernerfahrungen und -schwierigkeiten besser verstehen können. Deshalb geht Holzkamps Lerntheorie vom Standpunkt der lernenden Subjekte (und nicht von einem normativ gesetzten Bildungsideal) aus. Dieser subjektwissenschaftliche Lernansatz grenzt sich vor allem gegen zwei Aspekte anderer Ansätze ab. Zum einen wendet er sich gegen die "Entöffentlichung des Lernsubjekts" in pädagogischen Theorien, Konzepten und Diskursen (prominent v. a. im Lehr-Lern-Kurzschluss), zum anderen gegen die Praxis des "subjektlosen Lernens", das heißt, gegen die vielfältig hergestellten Nötigungen, Menschen ohne eine eigene Lernproblematik zum Lernen zu bringen (Langemeyer 2005, Kap. 3).
"Lernen" allgemein bedeutet in der Kritischen Psychologie die Aneignung einer Gegenstandsbedeutung durch ein lernendes Subjekt. Lerngegenstände können nicht nur konkrete Dinge und Werkzeuge sein, etwa wenn ein Kind die Bedeutung (und damit auch die Benutzung) eines Löffels lernt, sondern auch abstrakte und symbolische Zusammenhänge (Musik etwa). Die Gegenstandsbedeutungen sind laut dieser Lerntheorie gesellschaftlich vorstrukturiert und festgelegt. Um innerhalb einer Gesellschaft handlungsfähig zu sein, müssen Menschen sich diese Bedeutungen aneignen. Allerdings können sie sich immer kritisch zu diesen Gegenstandsbedeutungen verhalten, etwa einen Stuhl mit der Gegenstandsbedeutung "Zum Sitzen" auch zum Draufstellen benutzen.
Beim expansiven Lernen stößt die lernende Person von sich aus auf Grenzen in ihrem Handeln, etwa kann sie sich in einer fremden Sprache nicht verständigen. Aus dieser Handlungsproblematik wird eine Lernproblematik, wenn die Person aus ihrem eigenen Interesse heraus nun zu einer Lernhandlung übergeht und sich die fremde Sprache als Lerngegenstand erschließt – etwa durch einen Sprachkurs. Ist die Lernschleife erfolgreich vollzogen, hat die lernende Person durch ihre neuen Kenntnisse an Handlungsfähigkeit gewonnen, also expansiv ihre eigenen Handlungsspielräume erweitert. Da das Konzept des expansiven Lernens vom begründeten Eigeninteresse des lernenden Menschen ausgeht, wendet es sich gegen die vorherrschenden Motivationstheorien, die eine fremdbestimmte Motivierung von außen anstreben. Expansives Lernen ist nur möglich, wenn der oder die Lernende die Sinnhaftigkeit des Lernziels einsieht und für sich übernimmt.

## Expansives Lernen in der kulturhistorischen Tätigkeitstheorie
In der Tätigkeitstheorie des finnischen Pädagogen Yrjö Engeström gibt es ebenfalls einen Begriff des expansiven Lernens. Engeströms Theorieentwicklung schließt teilweise an Holzkamps Grundlegung der Psychologie an. In seiner Dissertation von 1987, "Learning by Expanding", wird der Ausdruck des "expansive learning" in englischsprachiger Literatur eingeführt. Holzkamp hat den deutschen Ausdruck "expansives Lernen" in seinem Buch 'Lernen' eingeführt und bezieht sich darin teilweise auf Engeström.
Lernen geschieht für Engeström nicht nur in der Form, dass Menschen Wissen in sich aufnehmen, sondern auch in der tätigen Veränderung ihrer Umwelt und ihrer Lebensbezüge. In Forschungsprojekten, die eine Art Handlungsforschung darstellen, wird "expansives Lernen" in institutionellen oder betrieblichen Zusammenhängen zu fördern versucht. Ein institutioneller oder betrieblicher Zusammenhang wird als "Tätigkeitssystem" verstanden, in welchem die Subjekte mit Hilfe von Artefakten, Medien, Werkzeugen, Maschinen oder anderen Instrumenten auf ihre Welt einwirken, wobei sie dies nicht einfach als isolierte Individuen tun, sondern als Mitglieder einer bestimmten Gemeinschaft, die ihre Regeln und bestimmte arbeitsteilige Strukturen hat. Um Tätigkeitssysteme neu zu entwerfen oder bestehende weiterzuentwickeln, wird das "expansive Lernen" in acht Schritten modelliert:
1. Aufwerfen von Fragen (Questioning, Need State)
2. Analyse der Vergangenheit
3. Analyse der aktuellen Situation; die beiden hier genannten Analysen sind in a) und b) unterteilt. Man kann also streng genommen sagen, dass es nur sieben Schritte sind.)
4. Modellierung gemeinsamer Lösungen
5. Testen des neuen Modells
6. Besprechung weiterer Widersprüche
7. Gemeinsame Reflexion des Prozesses
8. Festigung der neuen Praxis

## Bezug zu anderen Ansätzen
Sowohl Holzkamps Lerntheorie als auch Engeströms Ansätze berufen sich auf die Arbeiten der sogenannten kulturhistorischen Tätigkeitstheorie einem psychologischen Ansatz der in den 1920er Jahren in der Sowjetunion von Forschern wie Lew Semjonowitsch Wygotski, Alexander Romanowitsch Lurija und Alexej Leontjew begründet wurde. Während das Engeström-Schema stark auf Optimierung bestehender Abläufe innerhalb oder zwischen mehreren "Tätigkeitssystemen" zielt und einem Lernen von Organisationen ähnelt, hat die Holzkampsche Lerntheorie einen gesellschaftskritischen Anspruch, der auf die Emanzipation des Einzelnen gegenüber fremdbestimmten Lernanforderungen abzielt. Holzkamp besteht darauf, dass gesellschaftliche Umwälzungen nicht vom Einzelnen, sondern nur kollektiv geleistet werden können, dass also nicht jede Handlungsbeschränkung durch expansives Lernen aufgehoben werden kann. So eröffnet der Ansatz des expansiven Lernens den Weg zu einer an Selbstbestimmung orientierten Pädagogik, die den Lernenden nicht als Objekt, sondern als Subjekt fasst.